# Delírio (álbum de Roberta Sá)
Delírio é o quinto álbum de estúdio da cantora potiguar Roberta Sá, lançado em 9 de outubro de 2015 pela gravadora Som Livre, o álbum possui participações especiais de Chico Buarque, Martinho da Vila, António Zambujo e Xande de Pilares.

## Precedentes e produção
Depois do álbum Segunda Pele (2012), e da turnê do mesmo que estreou 1 de março de 2012 no Teatro Castro Alves na Bahia. Roberta Sá voltou para estúdio, juntamente com o produtor de longa data Rodrigo Campello, para produzir o sexto projeto de sua carreira. O novo disco possui oito composições inéditas fora as canções "Se For Para Mentir" (2011) gravada por Luciana Mello, "Última Forma" (1972) e "Covardia" (1938). Roberta Sá solicitou a vários compositores canções para entrar no disco, com isso recebeu "Me Erra" de Adriana Calcanhotto, e por intermédio da cantora Teresa Cristina, Roberta chegou ao violonista baiano Cézar Mendes, que acabou gravando três músicas dele "Um Só Lugar", "Não Posso Esconder o Que o Amor Me Faz" e "Se For Para Mentir".
Em Delírio Roberta Sá transita pelo samba de roda e o samba reggae, em "Meu Novo Ilê" (Quito Ribeiro, Moreno Veloso) e pelo  samba groove em "Delírio", de Rafael Rocha, baterista e cantor da banda Tono. Somente em "Covardia" (Ataulpho Alves e Mário Lago), Roberta se afasta do samba e flerta com o fado. Gravada em Portugal, a faixa tem a participação do músico português António Zambujo.

## Recepção

### Crítica
| Críticas profissionais | Críticas profissionais |
| Avaliações da crítica  | Avaliações da crítica  |
| Fonte                  | Avaliação              |
| ---------------------- | ---------------------- |
| O Globo                | bom                    |
| Notas Musicais         | [ 8 ]                  |

O álbum foi recebido e dividiu críticas musicais segundo especialistas, Carlos Albuquerque, do jornal O Globo, classificou o álbum como "bom", citou que Roberta faz uma linda declaração ao samba no disco, destacando canções como "Me Erra" onde cita que Roberta parece saborear ao dizer "Marrento, beiçudo, bundudo/Me erra, fazendo o favor, me erra/Que aquele tal do nosso amor já era"; e nas canções "Amanhã é Sábado" e "Covardia".
Mauro Ferreira, crítico do Notas Musicais, deu ao álbum 3 estrelas e citou que Roberta recai no samba em Delírio, por transcorrer em tons pastéis, sem o êxtase insinuado no título do disco. Ferreira diz que em no disco Roberta não transcreve o o frescor e a vivacidade que pautaram o canto da artista nos discos anteriores dedicado ao samba, e cita que nem sempre se mostra a intérprete mais adequada para os sambas que escolheu, como "Me Erra" da Calcanhotto, onde o refrão é forte, pop e manda um recado que Roberta não transmite com a força pedida pelo samba.
Para o crítico de música Marcelo Teixeira, do Blog Mais Cultura Brasileira, que deu nota 7 para a cantora, disse que "mesmo tendo uma interpretação sensacional, a cantora deixa a desejar em canções que poderiam ser melhor executadas, como, por exemplo, na canção que leva o título do trabalho, Delírio: cadê a inspiração? Por onde anda a exuberância de Roberta Sá? Obviamente, esse novo álbum não lhe trouxe nenhuma grande oportunidade de poder continuar sendo uma das melhores cantoras de sua geração e com Delírio, a cantora mostra que o seu samba é mais popular que o popular."

## Lista de faixas
| N.º            | Título                                   | Compositor(es)                     | Duração  |  |
| 1.             | "Meu Novo Ilê"                           | Quito Ribeiro, Moreno Veloso       | 3:14     |  |
| 2.             | "Me Erra"                                | Adriana Calcanhotto                | 4:18     |  |
| 3.             | "Um Só Lugar"                            | Cézar Mendes, Tom Veloso           | 3:04     |  |
| 4.             | "Não Posso Esconder o Que o Amor Me Faz" | Cézar Mendes, José Carlos Capinam  | 3:30     |  |
| 5.             | "Delírio"                                | Rafael Rocha                       | 2:54     |  |
| 6.             | "Se For Para Mentir" (com Chico Buarque) | Cézar Mendes, Arnaldo Antunes      | 2:56     |  |
| 7.             | "Amanhã é Sábado" (com Martinho da Vila) | Martinho da Vila                   | 3:40     |  |
| 8.             | "Feito Carnaval"                         | Rodrigo Maranhão                   | 3:39     |  |
| 9.             | "Última Forma"                           | Baden Powell, Paulo César Pinheiro | 4:29     |  |
| 10.            | "Covardia" (com António Zambujo)         | Ataulpho Alves, Mário Lago         | 4:57     |  |
| 11.            | "Boca em Boca" (com Xande de Pilares)    | Roberta Sá, Xande de Pilares       | 3:32     |  |
| Duração total: | Duração total:                           | Duração total:                     | 00:40:13 |  |

| Lado A         |                                          |                                   |          |  |
| N.º            | Título                                   | Compositor(es)                    | Duração  |  |
| 1.             | "Meu Novo Ilê"                           | Quito Ribeiro, Moreno Veloso      | 3:14     |  |
| 2.             | "Me Erra"                                | Adriana Calcanhotto               | 4:18     |  |
| 3.             | "Um Só Lugar"                            | Cézar Mendes, Tom Veloso          | 3:04     |  |
| 4.             | "Não Posso Esconder o Que o Amor Me Faz" | Cézar Mendes, José Carlos Capinam | 3:30     |  |
| 5.             | "Delírio"                                | Rafael Rocha                      | 2:54     |  |
| 6.             | "Se For Para Mentir" (com Chico Buarque) | Cézar Mendes, Arnaldo Antunes     | 2:56     |  |
| Duração total: | Duração total:                           | Duração total:                    | 00:19:56 |  |

| Lado B         |                                          |                                    |          |  |
| N.º            | Título                                   | Compositor(es)                     | Duração  |  |
| 1.             | "Amanhã é Sábado" (com Martinho da Vila) | Martinho da Vila                   | 3:40     |  |
| 2.             | "Feito Carnaval"                         | Rodrigo Maranhão                   | 3:39     |  |
| 3.             | "Última Forma"                           | Baden Powell, Paulo César Pinheiro | 4:29     |  |
| 4.             | "Covardia" (com António Zambujo)         | Ataulpho Alves, Mário Lago         | 4:57     |  |
| 5.             | "Boca em Boca" (com Xande de Pilares)    | Roberta Sá, Xande de Pilares       | 3:32     |  |
| Duração total: | Duração total:                           | Duração total:                     | 00:20:17 |  |